# 刘熙 (学者)
刘熙（？—？），或作刘熹，字成国，青州北海人，东汉末年經學家、訓詁學家。著有《释名》和《孟子注》等，其中《释名》是中国重要的训诂著作。

## 生平
汉献帝建安初年，已久居交州。曾在交州得许慈、薛综拜师，也曾与程秉考论大义使其博通《五经》。伏滔《青楚人物论》认为刘熙是青州有才德之士。

## 著作
刘熙著有《谥法注》三卷（荀顗所演绎）、《释名》八卷（自序称二十七篇）、《孟子》註七卷、《列女传》八卷，又与阮谌、刘昌宗等作《明堂图》。其《孟子》註在唐朝时多被引用。
刘珍也撰写《释名》三十篇，未详是否与刘熙所著为同名书，頗有爭議。

## 爭議
刘熙著作的旧刻本有的题安南太守，有的题征士。如《隋志》《大戴礼》注南朝梁时传有《谥法》三卷，由“后汉安南太守”刘熙所注，但在初唐时除一卷外已失传，这一卷民国时期还在。唐朝以前，交趾不称“安南”；有人认为刘熙官职当作南安太守，但南安郡地属凉州刺史部，与刘熙久居交州矛盾。刘熙可能是交趾太守士燮之前的某一任太守，但官职也不应是“安南太守”，史书也无载他曾为征士。卢弼认为“安南太守”疑为“日南太守”之误。

## 後世評價
三国东吴孙皓凤凰二年（273年），韦昭评价：“又见刘熙所作《释名》，信多佳者，然物类众多，难得详究，故时有得失，而爵位之事，又有非是。”
后来北齐颜之推在《颜氏家训·音辞》中也提到刘熙的《释名》：“逮郑玄注六经，高诱解《吕览》、《淮南》，许慎造《说文》，刘熹制《释名》，始有譬况假借，以证音字耳。”
清朝时，《释名》只有缺误甚多的明朝的覆宋本流传；毕沅作《释名疏证》，纠正了其中的不少讹误；清末王先谦又作《释名疏证补》，继续补正。
清朝上虞县知县钱东垣治学沉博而知要，因世传《孟子》注疏错漏太多，于是辑录刘熙、綦毋邃、陆善经等儒生的古注及顾炎武、阎若璩等的同时师友之论，附以自己的见解，并修正其音读，考订其异同，作《孟子解谊》十四卷。清朝文人宋翔凤、汤球亦曾辑录刘熙《孟子》注，但今已不传。